# The Adventures of Rain Dance Maggie
"The Adventures of Rain Dance Maggie" é o primeiro single do Red Hot Chili Peppers de seu décimo álbum de estúdio, I'm with You (2011). Este foi seu primeiro single em quatro anos desde "Hump de Bump" de 2007. O single foi lançado nas rádios em 15 de julho de 2011, três dias antes do esperado devido a um vazamento acidental. O single foi lançado para download digital no dia 18 de julho de 2011, enquanto o CD single foi lançado quatro dias depois. A canção alcançou o número um na parada da Billboard Rock Songs em sua segunda semana na parada. Em 10 de agosto de 2011, a canção tornou-se recorde da banda sendo o décimo segundo single do grupo a ficar em primeiro na parada da Billboard Alternative Songs.

## Composição
Numa entrevista a MTV, Anthony Kiedis disse: “Quando ouvi “Maggie” pela primeira vez, não sabia que seria single. Mas eu sabia que tinha amado a jam”, Kiedis explica. “Na minha primeira gravação dela, não tinha muitos vocais. Era basicamente instrumental, com uma hora de duração. Flea trouxe-nos como um exercício bem específico para escrever uma linha clássica de baixo. Ele acordou, tomou seu chá, sentou e disse: “Eu vou escrever uma linha clássica de baixo. Você não pode me parar”. Ele tocou sua linha de baixo, até que ele sentiu que estava pronta. Trouxe para nós e disse: “Isto é o Clássico Número Um”. Num dia bom, você simplesmente sabe se tem música para trabalhar, e esse foi um desses momentos”. Depois disso cada membro foi fazendo o restante da música, com Josh Klinghoffer fazendo as linhas de guitarra e Chad Smith com as batidas da música. Para Anthony, a música seria apenas uma b-side, mas acabou virando um single: "E aí, as pessoas ouviram e falaram: “Oh, essa é a melhor coisa. É a sua melhor coisa”.
Assim a canção se tornou o primeiro single do álbum e perguntado sobre quem é "Maggie", Kiedis respondeu: “É só uma coleção de memórias e pessoas ao longo do caminho, que tinham deixado minha consciência. Até eu ouvir a música. E então eles voltaram à minha consciência”. “Nomes foram trocados pra proteger os inocentes. Mas existe uma Maggie, eu lembrei depois. Tem duas Maggie’s, na verdade”.
Flea disse que 70 canções foram escritas e disse:  “Nós escrevemos 70 músicas, então não é necessário que todas as melhores estivessem no álbum, mas só as que ocupassem o seu próprio espaço”.
Sobre a canção, Flea disse: “The Adventures of Rain Dance Maggie, eu gosto dessa música. É uma simples e funky jam, mas é completamente diferente, não tem nada mais no álbum parecido com ela.

## Videoclipe

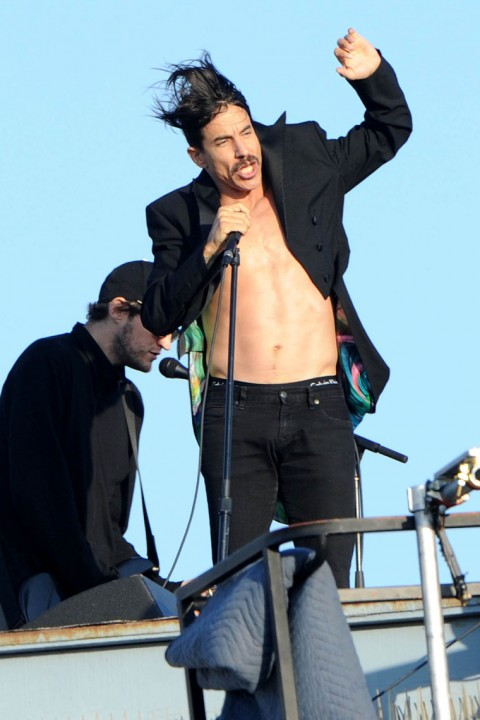
Anthony Kiedis and Josh Klinghoffer (background) on a Red Hot Chili Peppers Concert on the 30th July 2011 in Venice Beach.

A banda gravou duas versões para o clipe. A primeira foi dirigida pela rapper Kreayshawn, mas o clipe acabou sendo descartado. Em 30 de julho de 2011, a banda subiu ao telhado de um edifício em Venice Beach, CA para filmar uma segunda versão do vídeo da música, com o diretor Marc Klasfeld. O clipe foi lançado no dia 17 de agosto de 2011.
Sobre o clipe, Klasfeld disse: “Anthony e eu estávamos assistindo o clipe “Get Back” dos The Beatles, onde eles tocam em um telhado, e decidimos: “Não vai ser legal fazermos algo assim? Gravamos na Califórnia, em uma hora mágica e fazemos algo icônico para uma banda icônica”.
O vídeo foi gravado em cima de um telhado sem uso de proteção: “Ficamos um pouco preocupados, porque não tinha nenhuma rede de proteção naquele telhado. Descobrimos o local de última hora, porque tinha uma vista incrível. Mas nas bordas, se você cair..você morre. Então ficamos um pouco preocupados, mas eles são profissionais. Eles já fizeram isso um milhão de vezes e eles sabem os limites de tudo que fazem.
A ideia era ser algo simples e icônico. E nos mantemos fiel à isso, e os resultados vocês podem ver no vídeo”.

## Vazamento
No dia 15 de julho, a canção foi postada por alguns minutos no site oficial RHCP antes de ser removida. Vários usuários aparentemente gravaram a música e carregou-a em vários sites através da internet. Mas a gravadora continuou a deixar o lançamento para o dia 18 de julho de 2011, porque a versão vazada era de baixa qualidade.

## Formatos e lista de músicas
- CD single[6] / digital download[7]

1. "The Adventures of Rain Dance Maggie" – 4:43

- CD single incluí o logo asterisco do RHCP

## Posições nas tabelas
| Paradas (2011)                                    | Posições |
| ------------------------------------------------- | -------- |
| Áustria (Ö3 Austria Top 40)                       | 24       |
| Bélgica (Ultratop 40 Wallonia)                    | 48       |
| Brasil (Hot 100 Singles Brasil)                   | 38       |
| Canadá (Canadian Hot 100)                         | 16       |
| Canadá (Canadian Active Rock Chart)               | 1        |
| Canadá (Canadian Alternative Rock Chart)          | 1        |
| Finlândia (Suomen virallinen lista)               | 20       |
| França (SNEP)                                     | 70       |
| Japão (Japan Hot 100)                             | 12       |
| Holanda (Mega Single Top 100)                     | 28       |
| Nova ZelândiaNova Zelândia (RIANZ)                | 30       |
| Espanha (PROMUSICAE)                              | 50       |
| Reino Unido Singles (The Official Charts Company) | 44       |
| Estados Unidos Billboard Hot 100                  | 38       |
| Estados Unidos Rock Songs (Billboard)             | 1        |
| Estados Unidos Alternative Songs (Billboard)      | 1        |
| Estados Unidos Mainstream Rock Songs (Billboard)  | 2        |
| US Adult Pop Songs (Billboard)                    | 32       |
| US Digital Songs (Billboard)                      | 26       |